# Distretti della Bulgaria
I distretti della Bulgaria (in bulgaro области?, oblasti; al singolare: област, oblast; spesso tradotto come "provincia") costituiscono la suddivisione amministrativa di primo livello del Paese e ammontano a 28.
Previsti dagli articoli 135, 141 e 142 della Costituzione bulgara, sono enti locali per i quali è prevista l'elezione popolare.

## Distretti
Nel 1999 la Bulgaria venne suddivisa in 28 distretti grossomodo corrispondenti ai 28 okrăzi (окръзи, al singolare; окръг, okrăg) presenti prima del 1987.
Ogni distretto prende il nome dal capoluogo. Sofia è sia capoluogo del distretto che comprende l'area intorno alla città (Distretto di Sofia), sia una città che costituisce un oblast' a sé stante. 
I distretti sono a loro volta suddivisi in 264 comuni (общини, obštini, al singolare: община, obština), mentre il raggruppamento a livello superiore in regioni ha finalità unicamente statistiche e non corrisponde ad alcun ente locale.

### Dettagli

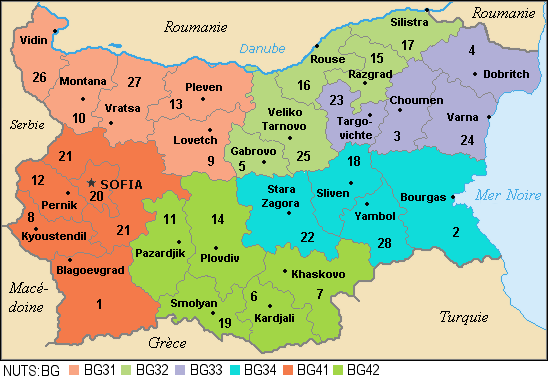
Classificazione statistica dei 28 distretti bulgari secondo il NUTS: Livello 1 (regioni): Settentrionale e orientale, Sud-Occidentale e Sud-Centrale; Livello 2 (Regioni di pianificazione)

| Distretto      | Abitanti (2001) | Abitanti (2011) | Variazione ab. (2001/2011) | Superficie (km²) | Densità (/km²) | N. di comuni |
| -------------- | --------------- | --------------- | -------------------------- | ---------------- | -------------- | ------------ |
| Blagoevgrad    | 341 173         | 323 552         | -5,2%                      | 6 449,47         | 49,95          | 14           |
| Burgas         | 423 547         | 415 817         | -1,8%                      | 7 748,07         | 54,58          | 13           |
| Dobrič         | 215 217         | 189 677         | -11,9%                     | 4 719,71         | 40,36          | 8            |
| Gabrovo        | 144 125         | 122 702         | -14,9%                     | 2 023,01         | 59,77          | 4            |
| Haskovo        | 277 478         | 246 238         | -11,3%                     | 5 533,29         | 61,06          | 11           |
| Jambol         | 156 070         | 131 447         | -15,8%                     | 3 355,48         | 31,23          | 5            |
| Kărdžali       | 164 019         | 152 808         | -6,8%                      | 3 209,11         | 37,90          | 7            |
| Kjustendil     | 162 534         | 136 686         | -15,9%                     | 3 051,52         | 45,16          | 9            |
| Loveč          | 169 951         | 141 422         | -16,8%                     | 4 128,76         | 34,21          | 8            |
| Montana        | 182 258         | 148 098         | -18,7%                     | 3 635,38         | 41,20          | 11           |
| Pazardžik      | 310 723         | 275 548         | -11,3%                     | 4 456,92         | 62,72          | 11           |
| Pernik         | 149 832         | 133 530         | -10,9%                     | 2 394,22         | 56,18          | 6            |
| Pleven         | 311 985         | 269 752         | -13,5%                     | 4 653,32         | 63,98          | 11           |
| Plovdiv        | 715 816         | 683 027         | -4,6%                      | 5 972,89         | 114,35         | 18           |
| Razgrad        | 152 417         | 125 190         | -17,9%                     | 2 639,74         | 47,28          | 7            |
| Ruse           | 266 157         | 235 252         | -11,6%                     | 2 803,36         | 89,93          | 8            |
| Silistra       | 142 000         | 119 474         | -15,9%                     | 2 846,29         | 41,74          | 7            |
| Sliven         | 218 474         | 197 473         | -9,6%                      | 3 544,07         | 54,16          | 4            |
| Smoljan        | 140 066         | 121 752         | -13,1%                     | 3 192,85         | 34,47          | 10           |
| Sofia (città)  | 1 170 842       | 1 291 591       | +10,3%                     | 1 348,90         | 957,44         | 1            |
| Sofia          | 273 240         | 247 489         | -9,4%                      | 7 062,33         | 34,01          | 22           |
| Stara Zagora   | 370 615         | 333 265         | -10,1%                     | 5 151,12         | 67,20          | 11           |
| Šumen          | 204 378         | 180 528         | -11,7%                     | 3 389,68         | 53,65          | 10           |
| Tărgovište     | 137 689         | 120 818         | -12,3%                     | 2 558,53         | 44,17          | 5            |
| Varna          | 462 013         | 475 074         | +2,8%                      | 3 819,47         | 124,40         | 12           |
| Veliko Tărnovo | 293 172         | 258 494         | -11,8%                     | 4 661,57         | 55,19          | 10           |
| Vidin          | 130 074         | 101 018         | -22,3%                     | 3 032,88         | 32,89          | 11           |
| Vraca          | 243 036         | 186 848         | -23,1%                     | 3 619,77         | 45,59          | 10           |

## Storia
Nel 1987 dai 28 okrăzi esistenti e costituiti nel 1959 furono formate 9 province più ampie chiamate oblasti. Nel 1999 venne ripristinata la situazione del 1987, dando però alle province il nome oblast. Di seguito l'elenco degli oblasti esistenti dal 1987 al 1999 con il dettaglio degli okrăzi (attuali oblasti) che ne facevano parte.

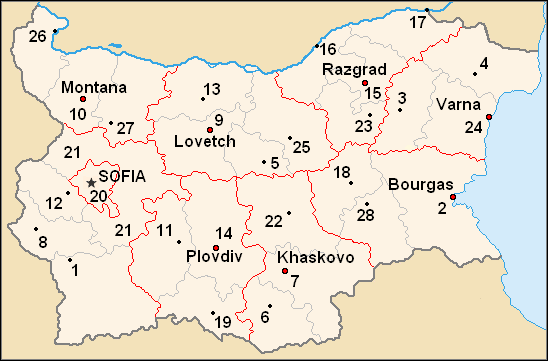
Legenda:
- punto rosso cerchiato di nero: capoluogo di oblast e di okrăg
- punto nero: capoluogo di okrăg
- stella nera: città di Sofia, capitale nazionale, capoluogo dell'oblast di Sofia-Grad (Città di Sofia), residenza del governatore dell'oblast di Sofia (città esclusa)
- confini in rosso: confini degli oblasti dal 1987 al 1999
- confini in grigio chiaro: confini degli okrăzi (corrispondenti agli attuali oblasti)

| Oblast (1987-1999) | Comprendente (il numero tra parentesi si riferisce all'indicazione nella carta a fianco) |
| ------------------ | ---------------------------------------------------------------------------------------- |
| Burgas             | Burgas (2), Sliven (18), Jambol (28)                                                     |
| Plovdiv            | Plovdiv (14), Pazardžik (11), Smoljan (19)                                               |
| Haskovo            | Haskovo (6), Kărdžali (7), Stara Zagora (22)                                             |
| Loveč              | Gabrovo (5), Loveč (9), Pleven (13), Veliko Tărnovo (25)                                 |
| Montana            | Montana (10), Vidin (26), Vraca (27)                                                     |
| Razgrad            | Razgrad (15), Ruse (16), Silistra (17), Tărgovište (23)                                  |
| Sofia              | Città di Sofia (20)                                                                      |
| Sofia              | Blagoevgrad (1), Kjustendil (8), Pernik (12), Sofia (21)                                 |
| Varna              | Dobrič (3), Šumen (4), Varna (24)                                                        |